# Doringo!
Doringo! è un film western del 1965 diretto da Arnold Laven con Tom Tryon, Harve Presnell, Senta Berger e James Caan.

## Trama
Lungo il fiume Doringo è in atto una rivolta indiana e per contrastarla parte una spedizione  agli ordini del generale Hoffman. La guida Sol Rogers e il capitano Harrod si contendono l'amore di una bella donna, ma all'avvicinarsi della battaglia i due superano le divergenze e tornano amici. Sol si sacrificherà per salvare la vita all'amico ritrovato.
Alla fine gli uomini mandati per la spedizione riusciranno a sedare la rivolta indiana.